# Andreas Seppi
Andreas Seppi ([anˈdreːas ˈsɛppi] * 21. Februar 1984 in Bozen, Südtirol) ist ein ehemaliger italienischer Tennisspieler, der aus Kaltern an der Weinstraße stammt und in Boulder (Colorado) lebt. Er gewann mit den Eastbourne, Belgrad und Moskau drei Einzeltitel auf der ATP Tour, wodurch er der erste Italiener ist, der auf jedem Belag jeweils ein Turnier der ATP Tour gewann. Auch verlor er auf allen drei Belägen ein Finale. Bei Grand-Slam-Turnieren erreichte er außer bei den US Open (3. Runde) mit dem Achtelfinale je sein bestes Resultat.

## Leben
Seppi ist am 21. Februar 1984 in Bozen geboren und in Kaltern aufgewachsen. Seppi hat eine jüngere Schwester und begann 1995 ernsthaft Tennis zu spielen, als Massimo Sartori sein Trainer wurde, mit dem er bis heute zusammenarbeitet. 2012 lernte Seppi die Grödnerin Michela Bernardi (* 1994) kennen und heiratete sie am 10. September 2016. Im Februar 2020 wurde Seppi erstmals Vater einer Tochter. Mit seiner Familie lebt er in Boulder (Colorado).

## Karriere
Seine größten Erfolge waren der Titelgewinn beim ATP-250er-Turnier von Eastbourne 2011 und bei den Turnieren von Belgrad und Moskau im Jahr 2012. Zudem erreichte er 2007 in Gstaad, wo er sich Paul-Henri Mathieu in drei Sätzen geschlagen geben musste, sowie 2012 in Eastbourne und in Metz jeweils das Finale.

### Anfänge

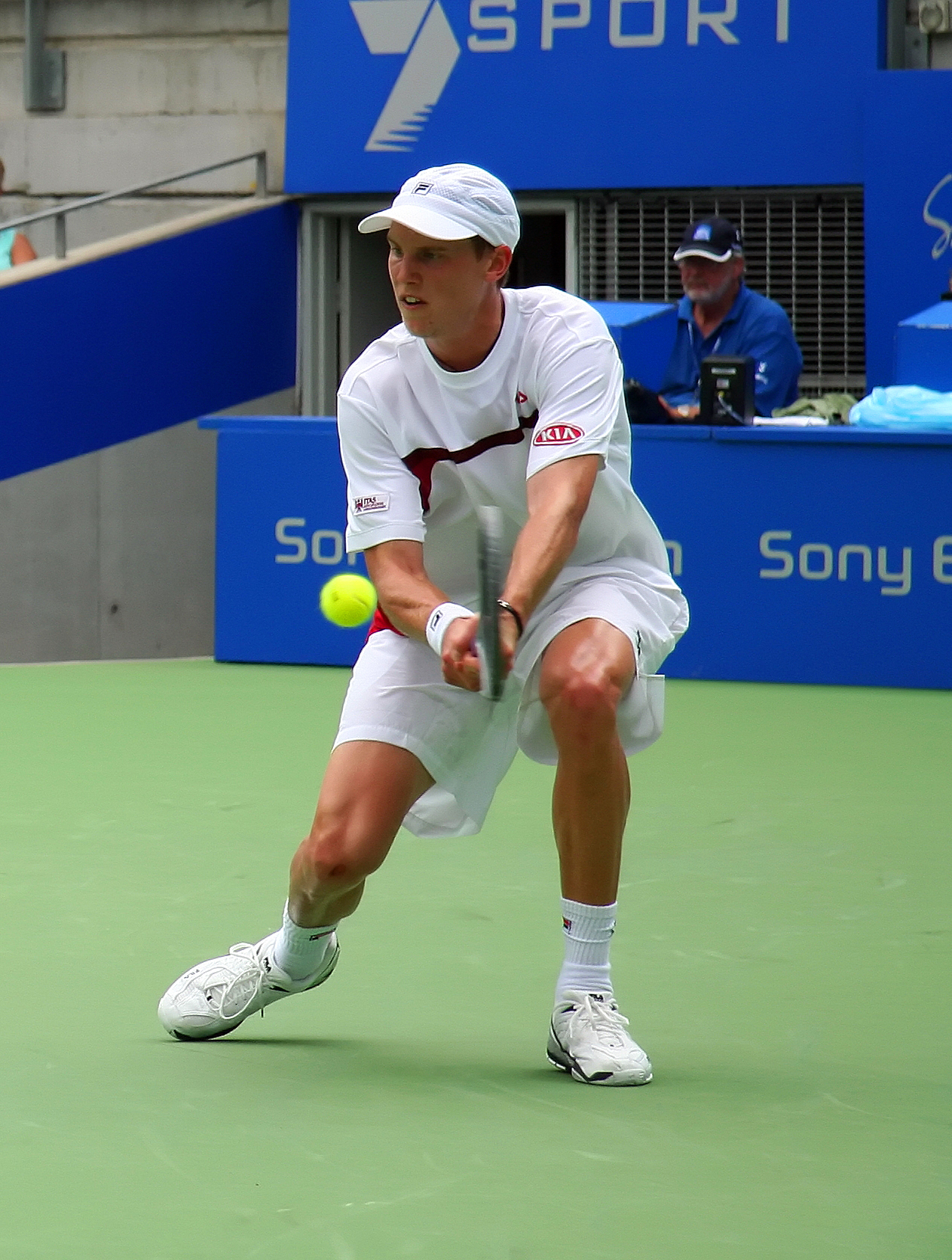
2006 im Viertelfinale des ATP-Turniers von Sydney

2001 spielte Seppi seine ersten ITF-Turniere und gewann die ersten Weltranglistenpunkte. 2002 wechselte Seppi ins Profilager und spielte Turniere der ATP Challenger Tour, er beendete das Jahr auf Platz 353 (Doppel: 345).
2003 spielte Seppi auch einige Turniere der ATP Tour. Das Jahr beendete er auf Position 240. 2004 konnte er sich erstmals für ein Grand-Slam-Turnier qualifizieren. Bei den US Open konnte er den an Position 11 gesetzten Rainer Schüttler besiegen und das Jahr auf Rang 146 beenden. Erstmals in die Top 100 rückte Seppi am 16. Mai 2005 vor (Platz 77); er musste sich erst im Viertelfinale des ATP-Masters-Turniers von Hamburg dem späteren Finalisten Richard Gasquet geschlagen geben. Das Jahr beendete Seppi auf Platz 68. 2006 begann er mit einem Viertelfinale beim ATP-Turnier in Adelaide und einem Halbfinale in Sydney, wo er im Viertelfinale Titelverteidiger Lleyton Hewitt besiegte. So verbesserte er sich im Ranking auf Platz 51, das Jahr beendete er auf Rang 74. 2007 konnte Seppi sein Topranking nach dem Halbfinale bei der BA-CA TennisTrophy in Wien und der zweiten Runde beim Paris Masters im November 2007 nochmals auf 49 verbessern und das Jahr auf Platz 50 (659 ATP-Punkte) beenden.

### 2008

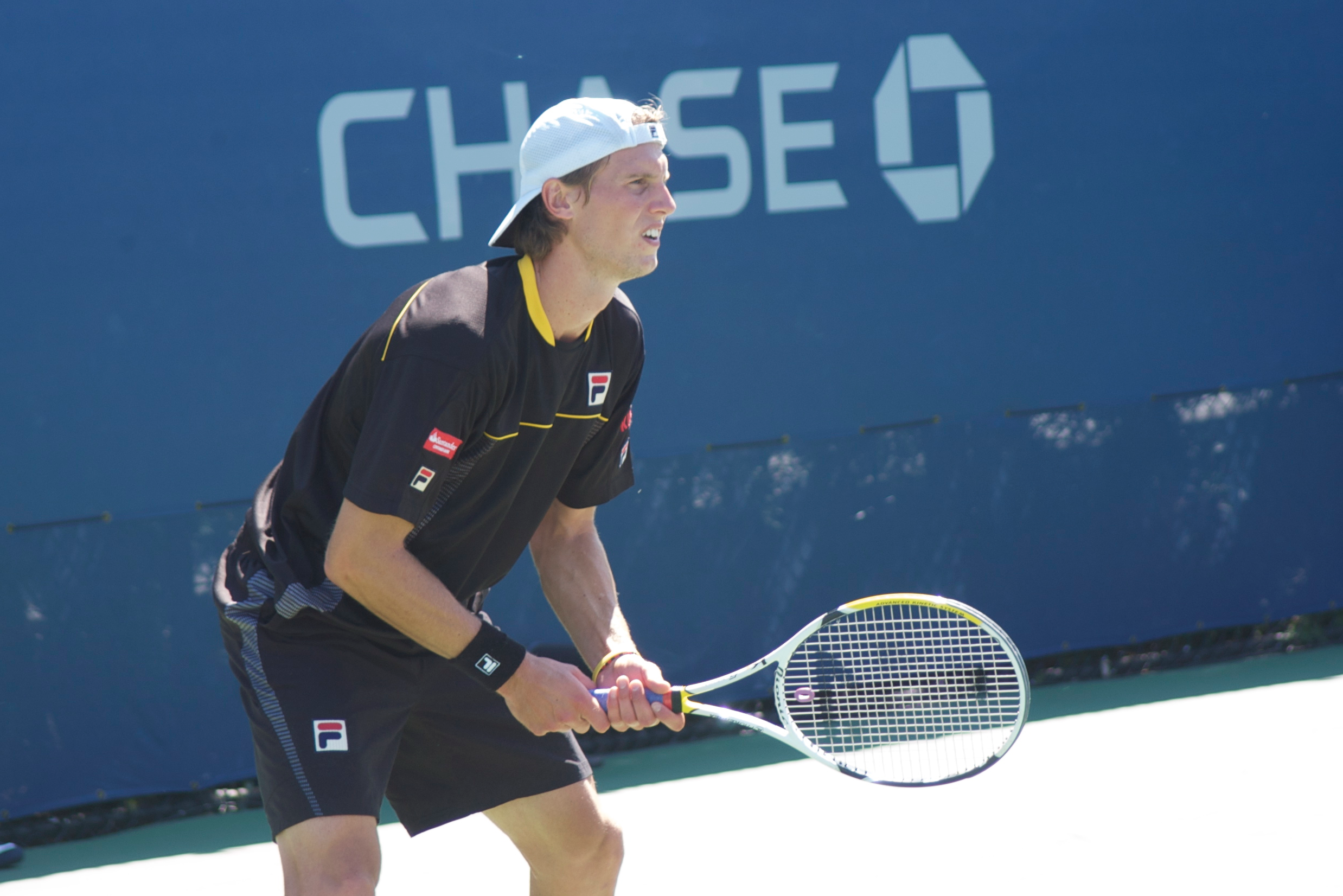
Seppi 2008 bei den US Open

Auf der ATP Challenger Series gewann Seppi in Bergamo sowohl die Einzel- als auch (zusammen mit Davis-Cup-Partner Simone Bolelli) die Doppelkonkurrenz. Das Jahr begann er mit 659 ATP-Punkten und Rang 50 (Rang drei in Italien).
Mit der Veröffentlichung des ATP-Rankings vom 12. Mai 2008 wurde er dank der Punkte für den Erstrundensieg beim Masters von Rom zur Nummer 1 der Herren in Italien. Beim Masters in Hamburg setzte er seine Erfolgsserie fort, er scheiterte erst im Halbfinale an Roger Federer. Mit 150 Punkten für die dritte Runde in Wimbledon erreichte er erstmals mehr als 1000 ATP-Punkte (1055) und Platz 27 der Weltrangliste.
Als bester Spieler Italiens wurde Seppi auch für das olympische Turnier in Peking nominiert, im Einzel und mit Simone Bolelli im Doppel. Im Einzel scheiterte er in der zweiten Runde an Tomáš Berdych und im Doppel in Runde eins an den späteren Olympiasiegern Roger Federer und Stan Wawrinka. Beim ATP New Haven stand er im Viertelfinale. Bei den US Open erreichte er die dritte Runde, in der er Andy Roddick unterlag. Das Jahr 2008 beendete Seppi mit 910 Punkten und Rang 35.

### 2009
Bei den Australian Open schied er in der ersten Runde gegen Federer aus; im Doppel erreichte er mit Bolelli das Viertelfinale. Am 9. August 2009 gewann Seppi zum zweiten Mal in seiner Karriere ein Turnier der Challenger-Serie; in San Marino besiegte er als Topgesetzter in 2 Stunden und 20 Minuten seinen Landsmann Potito Starace mit 7:64, 2:6, 6:4.
Mit Bolelli erreichte er auch das Achtelfinale der US Open, dagegen konnte er die Vorjahrespunkte im Einzel nach seinem Scheitern in Runde eins an Philipp Kohlschreiber nicht verteidigen. Insgesamt gewann Seppi 2009 zehn Doppelpartien, er erreichte am Jahresende Rang 78. Mit insgesamt 90 Punkten aus den letzten beiden ATP-1000-Turnieren der Saison kam er am Jahresende auf 900 ATP-Punkte und Rang 49 der Einzel-Weltrangliste. Zum Ausklang entschloss er sich zur Teilnahme an der italienischen Clubmeisterschaft mit Capri, wo mit Potito Starace und Filippo Volandri zwei weitere Topspieler unter Vertrag standen. Mit diesen Profis gewann der Klub erneut die Meisterschaft.

### 2010
Für das Jahr 2010 hatte sich Seppi einiges vorgenommen; er gab daher im Februar seinen vorläufigen Rücktritt aus dem Daviscupteam bekannt. Zu Beginn des Jahres (bis 22. März) konnte er die Punkte im Einzel verteidigen und konstant bei 900 Punkten bleiben. Danach erlebte Seppi eine kleine Durststrecke, als er auf der ATP Tour nie über die zweite Runde hinauskam. Bei einem Challenger-Turnier in Turin (Juni) verletzte er sich an der Schulter und musste in der zweiten Runde (Doppel: Viertelfinale) aufgeben. Beim ATP Båstad stieg Seppi wieder in die Tour ein und erreichte das Viertelfinale, in dem er in drei Sätzen gegen Titelverteidiger Robin Söderling verlor, obwohl er zweimal zum Satzgewinn aufschlug. Im Doppel mit Simone Vagnozzi erreichte er das Finale.
Bei den German Open in Hamburg erreichte Seppi zum zweiten Mal das Halbfinale (das siebte Mal insgesamt), das er gegen die Nummer drei des Turniers, Jürgen Melzer, in zwei Sätzen verlor.
Beim Turnier im kroatischen Umag erreichte Seppi beim zweiten Turnier in Folge das Halbfinale. Beim Turnier der ATP Challenger Tour in Kitzbühel war er wie im Jahr zuvor in San Marino topgesetzt und konnte das Turnier gewinnen. Beim ATP-500-Turnier in Tokio erreichte er im Einzel nur die zweite Runde, im Doppel zog er mit Dmitri Tursunow ins Finale ein, das sie mit 3:6, 2:6 klar verloren. Bei den Shanghai Masters scheiterte Seppi im Achtelfinale gegen Federer, nachdem er in der ersten Runde den an 14 gesetzten Marin Čilić 6:2, 6:2 besiegt hatte. Mit den 90 Punkten aus Shanghai stieg Seppi wieder in die Top 50 auf und übernahm erneut die Führung in der italienischen Rangliste. Bei den Hallenturnieren von Wien, Stockholm und Valencia konnte Seppi nur einen Sieg verbuchen (in Wien gegen Martin Fischer). Beim Paris Masters scheiterte er sogar in der ersten Runde der Qualifikation. Seppi beendete die Saison damit wie 2009 mit 900 Punkten auf Rang 52 als zweitbester Italiener.

### 2011
Beim ersten Turnier des Jahres in Doha verlor er seine Auftaktpartie gegen Philipp Kohlschreiber, er erreichte allerdings mit Daniele Bracciali das Finale im Doppel, das sie gegen Marc López und Rafael Nadal verloren. Bei den Australian Open bezwang Seppi Arnaud Clément zum Auftakt in fünf Sätzen. In der zweiten Runde musste er sich Jo-Wilfried Tsonga in drei Sätzen geschlagen geben, wobei er zwei Tie-Breaks verlor. Im Doppel konnte Seppi mit dem neuen Partner Dudi Sela nicht an den Vorjahreserfolg anknüpfen, sie scheiterten in Runde eins.
Nach Australien legte er wie im Vorjahr eine kleine Pause ein, er spielte dann zum dritten Mal das Challenger in Bergamo. Er gewann das Turnier zum zweiten Mal (nach 2008) und musste nur im Finale einen Satz abgeben. Dank der 90 Punkte verbesserte sich Seppi mit 980 Punkten auf Platz 47 der Rangliste. Bei den folgenden zwei Turnieren musste er nur die 20 Punkte für die zweite Runde in Marseille verteidigen; durch die Prämie für den Erstrundensieg stieg die Summe seiner Preisgelder dann auf über drei Millionen Dollar. Bei den Sony Ericsson Open in Miami gab Seppi in der zweiten Runde gegen Oleksandr Dolhopolow beim Stande von 1:6, 3:5 auf. Die Verletzung des Mittelfußknochens zwang ihn drei Turniere abzusagen. Das AEGON International 2011 in Eastbourne, das zur ATP World Tour 250 zählt, gewann er dann mit einem Endspielsieg über Janko Tipsarević, der im dritten Satz beim Stande von 5:3 für Seppi aufgab. Im Doppel erreichte er mit Grigor Dimitrow das Finale, das einen Tag später im Londoner Stadtteil Roehampton, wo parallel auch die Qualifikation für das Wimbledon-Turnier stattfand, gespielt wurde, wo Seppi zuvor bereits das Halbfinale und das Finale in der Einzelkonkurrenz bestritten hatte; sie unterlagen mit 3:6 und 3:6. Im Einzel machte Seppi 13 Plätze gut und erreichte Platz 38.

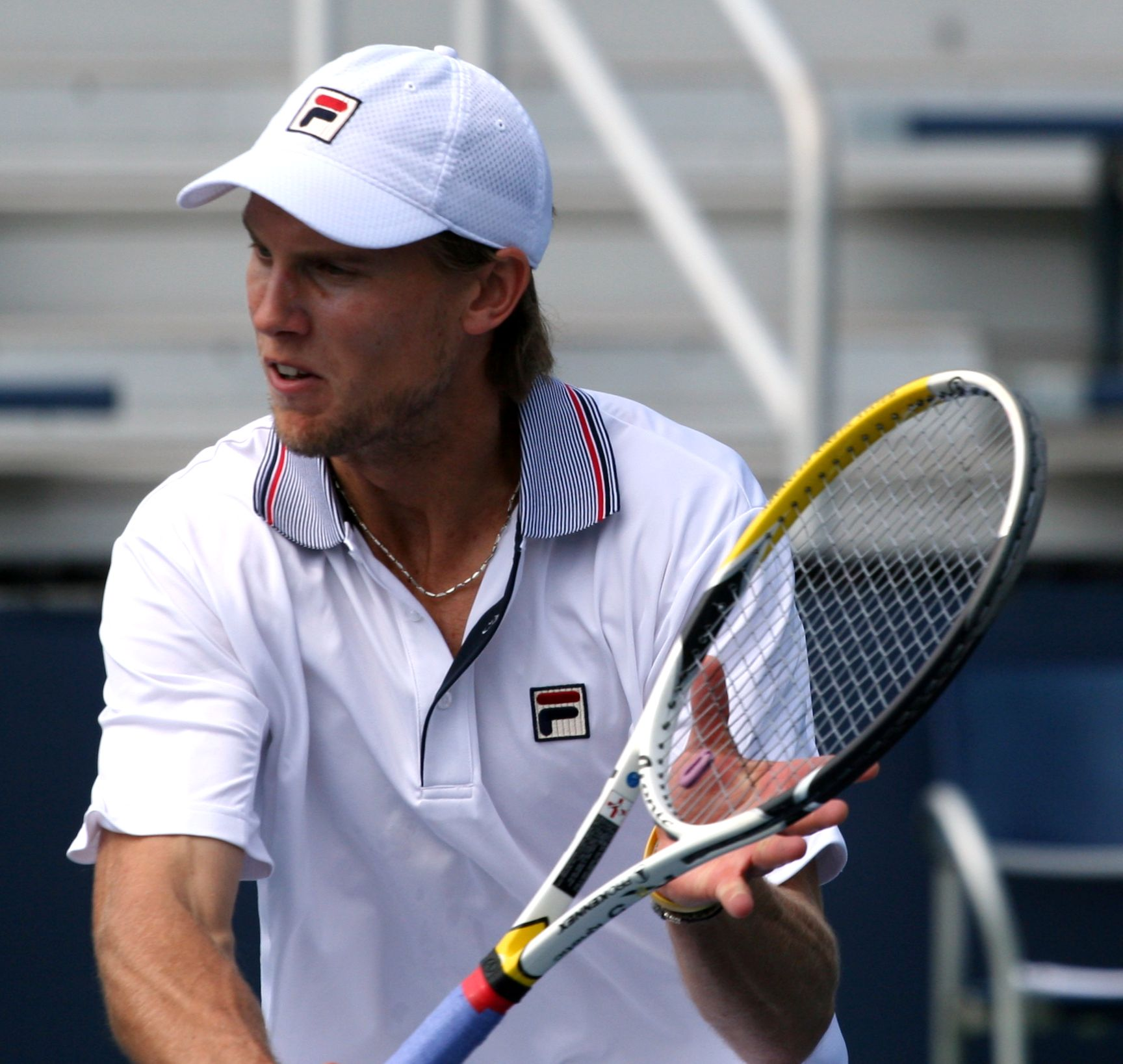
2011 bei den US Open

In Wimbledon erreichte Seppi im Einzel wiederum die zweite Runde. Mit Alberta Brianti trat er erstmals im Mixed an und scheiterte in der zweiten Runde gegen die späteren Sieger Iveta Benešová und Jürgen Melzer. Da er zwei Plätze gutmachte und Fabio Fognini sechs Plätze verlor, übernahm Seppi wieder Platz eins im nationalen Ranking. Bei der anschließenden kurzen Sandplatzsaison konnte Seppi nur 90 der fast 300 Punkte verteidigen und fiel auf Platz 52 zurück (Platz zwei in Italien). In der Vorbereitungsphase auf die US Open konnte Seppi wegen gesundheitlicher Probleme nur zwei Spiele bestreiten; er verlor dann auch in Runde eins, trotzdem konnte er sich auf Platz 51 halten, wodurch ihn Potito Starace (50) in der Weltrangliste überholte. Im Doppel erreichte Seppi mit seinem spanischen Partner David Marrero sein zweites Viertelfinale bei einem Grand-Slam-Turnier; sie verloren gegen die späteren Sieger Jürgen Melzer und Philipp Petzschner. Beim ATP-Turnier in Bukarest erreichte Seppi sowohl im Einzel als auch im Doppel (mit Filippo Volandri) das Viertelfinale. Dadurch machte er in beiden Ranglisten zwei Plätze gut. Die anschließende Asien-Tournee ließ er aus gesundheitlichen Gründen aus, die 135 Punkte konnte Seppi auch in Europa verteidigen. Das erste der Turniere, die Seppi anstelle der Asientournee bestritt, war die Ethias Trophy in Mons; Seppi gewann das Challenger-Turnier und erreichte Platz 43. In St. Petersburg scheiterte Seppi im Viertelfinale gegen den späteren Sieger Marin Čilić, wobei er im zweiten Satz einen Matchball zum 9:7 im Tie-Break nicht verwerten konnte. In Basel und beim Paris Masters scheiterte er jeweils im Achtelfinale gegen die späteren Finalisten Kei Nishikori und Jo-Wilfried Tsonga; er beendete das Jahr auf Position 38 (Platz eins in Italien). Seppi hatte bis dahin in Summe über 3,5 Millionen Dollar an Preisgeld kassiert (611.040 US-Dollar pro Profijahr).

### 2012
Beim ersten Turnier des Jahres, den Qatar ExxonMobil Open 2012 in Doha, gewann Seppi sowohl im Einzel als auch im Doppel mit Flavio Cipolla jeweils zwei Partien. Im Einzel unterlag er im Viertelfinale gegen Titelverteidiger Roger Federer, gegen den er im achten Duell den ersten Satz gewinnen konnte. Im Doppel unterlagen Seppi und Cipolla im Halbfinale gegen Christopher Kas und Philipp Kohlschreiber.
Beim ATP-Turnier in Sydney und bei den Australian Open verlor Seppi in der ersten Runde, in Sydney gegen den späteren Finalisten Julien Benneteau und bei den Australian Open gegen die Nr. 17 des Turniers, Richard Gasquet. In Zagreb erreichte er die zweite Runde, in der er gegen Jürgen Melzer verlor. Im Februar 2012 trat Seppi erstmals seit 2009 wieder für Italien im Davis Cup an. Bei der Erstrundenbegegnung der Weltrunde gegen Tschechien in Ostrava verlor er jedoch beide Einzelpartien. In Rotterdam erreichte Seppi das Viertelfinale, das er gegen Tomáš Berdych verlor. In Marseille verlor er in der ersten Runde gegen seinen Doppelpartner Flavio Cipolla, mit dem er auch das Auftaktspiel im Doppel verlor. Danach legte Seppi eine Pause ein, um sich auf die Hartplatzturniere in den Vereinigten Staaten vorzubereiten. Bei den BNP Paribas Open 2012 in Indian Wells musste er in der zweiten Runde gegen Mardy Fish mit Magenproblemen aufgeben. Daraufhin trat er in Dallas beim topbesetzten Turnier der ATP Challenger Tour an, dem Dallas Tennis Classic 2012; er verlor seine Auftaktpartie gegen Tommy Haas. Im Doppel erreichte Seppi mit Cipolla das Halbfinale, das sie gegen Michael Russell und Bobby Reynolds verloren.
Die Sandplatzsaison begann durchwachsen. Beim Masters von Monaco verlor er in Runde zwei gegen Novak Đoković, beim ATP Turnier von Bukarest verlor er im Viertelfinale gegen den späteren Finalisten Fabio Fognini. In der vierten Auflage der Serbia Open konnte Seppi bis ins Finale vordringend und dort in zwei Sätzen gegen den fünf Jahre jüngeren Franzosen Benoît Paire gewinnen. Beim Madrid Masters erreichte er die zweite Runde; bei den anschließenden Internazionali BNL d’Italia 2012 überstand er erstmals die zweite Runde und scheiterte nach drei Dreisatzsiegen, bei denen fünf Sätze im Tiebreak entschieden wurden, erst im Viertelfinale an Roger Federer. Seppi wurde für sein Achtelfinale gegen Stan Wawrinka, bei dem er mehrmals deutliche Rückstände aufholen und sechs Matchbälle abwehren konnte, mit dem Comeback des Jahres ausgezeichnet. Dabei konnte er in seinem 50. Spiel gegen einen Top-Ten-Spieler den sechsten Sieg feiern. Im Doppel erreichte Seppi mit Daniele Bracciali das Achtelfinale. Bei den French Open erreichte er als Nummer 22 erstmals das Achtelfinale, das er gegen Đoković in fünf Sätzen verlor. Seppi erreichte dadurch zum zweiten Mal in diesem Jahr ein neues Topranking (24) und sein Preisgeld erhöhte sich auf insgesamt über vier Millionen Euro.
Beim ATP Eastbourne scheiterte Seppi als Titelverteidiger im Finale an Andy Roddick. In Wimbledon musste er in der Einzelkonkurrenz gegen den ungesetzten Usbeken Denis Istomin eine knappe Fünfsatzniederlage hinnehmen. Im Doppel lief es besser: gemeinsam mit dem Spanier David Marrero zog er ins Achtelfinale ein. Auch diese Partie ging knapp in fünf Sätzen gegen Jamie Cerretani und Édouard Roger-Vasselin verloren.
Bei den Olympischen Spielen scheiterte Seppi in der zweiten Runde am späteren Medaillengewinner Juan Martín del Potro, im Doppel mit Daniele Bracciali und im Mixed mit Sara Errani jeweils in der ersten Runde gegen gesetzte Paare (auch das Duo Lisa Raymond/Mike Bryan gewann später Bronze).
Zu Beginn der Nordamerika-Tour vor den US Open kassierte Seppi eine Niederlage in der ersten Runde des Kanada Masters, im Doppel mit Daniele Bracciali erreichte er das Achtelfinale. Beim Cincinnati Masters verlor er in der zweiten Runde gegen Đoković. Bei den US Open scheiterte er im Einzel wie im Doppel in der ersten Runde.
Beim Davis-Cup-Playoff gegen Chile gewann Seppi beide Einzel, er verlor aber das Doppel mit Daniele Bracciali; Italien gewann auch die beiden anderen Einzel und sicherte sich mit dem 4:1-Sieg ein weiteres Jahr in der Weltgruppe.
Beim ATP Metz erreichte Seppi erstmals auf Hartplatz das Finale, in dem er gegen den Titelverteidiger und topgesetzten Jo-Wilfried Tsonga 1:6, 2:6 verlor. Beim Turnier in Metz feierte Seppi im Halbfinale seinen 200. Sieg auf der ATP Tour. Bei den China Open und den Shanghai Masters erreichte er jeweils die zweite Runde. Den Kremlin Cup in Moskau konnte Seppi als erster Italiener der Turniergeschichte gegen Thomaz Bellucci 3:6, 7:6 (7:3), 6:3 gewinnen. Bei den Swiss Indoors Basel verlor er in Runde eins gegen Benoît Paire, im Doppel mit Łukasz Kubot unterlag im Viertelfinale den späteren Siegern Daniel Nestor und Nenad Zimonjić. Beim Paris Masters konnte Seppi nicht an das Ergebnis des Vorjahres anknüpfen, er verlor in der zweiten Runde gegen Tomáš Berdych; im Doppel mit Christopher Kas erreichte Seppi hingegen das Achtelfinale. Zum Abschluss der Saison spielte Seppi erstmals beim Sparkasse ATP Challenger. Als Nummer 1 gesetzt scheiterte er im Finale an der Nummer 2 Benjamin Becker. Davor und danach fand Seppi auch noch Zeit, an der Italienischen Clubmeisterschaft teilzunehmen. Am 26. November spielte er ein Benefizspiel gegen Fabio Fognini in Reggio nell’Emilia, zugunsten der vom jüngsten Erdbeben beschädigten Tennisanlage. Seppi beendete die Saison 2012 als seine bislang erfolgreichste, er kassierte 947.316 US-Dollar an Preisgeld und verbuchte erstmals deutlich mehr Siege als Niederlagen.

### 2013
Das Jahr 2013 begann Seppi mit der inoffiziellen Mixedweltmeisterschaft, dem Hopman Cup in Perth, bei dem er alle Einzel der Vorrunde verlor und alle Doppel mit Francesca Schiavone gewinnen konnte. In Sydney erreichte er zum zweiten Mal in seiner Karriere das Halbfinale, in dem er gegen den späteren Sieger Bernard Tomic 6:7 (10:12), 4:6 verlor (es war Seppis erste Halbfinalniederlage seit Umag 2010). Bei den Australian Open erreichte er zum zweiten Mal das Achtelfinale eines Grand-Slam-Turniers, wodurch er am 28. Januar (Platz 18) erstmals in seiner Karriere in die Top 20 vorstieß. Seppi kam im Davis-Cup-Achtelfinale zum Einsatz; er gewann das Einzel gegen Ivan Dodig, unterlag aber Marin Čilić. Seine Teilnahme in Zagreb musste er wegen hohen Fiebers zurückziehen. Bei den Dubai Duty Free Tennis Championships verlor er im Viertelfinale gegen Novak Đoković, beim Indian Wells Masters erreichte er nach einem Freilos in der ersten Runde erstmals die dritte Runde, in der er Ernests Gulbis und beim Miami Masters verlor er im Achtelfinale gegen Andy Murray.
Im Davis-Cup-Viertelfinale gegen Kanada in Vancouver gewann Seppi zum Auftakt gegen Vasek Pospisil, er verlor aber die entscheidende Partie gegen Milos Raonic. Kanada gewann die Begegnung mit 3:1.
Die Sandplatzsaison begann für Seppi nicht nach Wunsch. Beim Monte-Carlo Masters verlor er seine Erstrundenpartie gegen Fabio Fognini, im Doppel zog Seppi mit Viktor Troicki dagegen ins Halbfinale ein, in dem sie gegen die späteren Sieger Maks Mirny und Horia Tecău unterlagen. Beim Turnier in Bukarest scheiterte Seppi nach einem Freilos in der ersten Runde im Achtelfinale. Bei den Portugal Open – Seppi spielte diese anstelle der abgesagten Serbia Open, die er 2012 gewinnen konnte – erreichte er das Halbfinale, das er gegen David Ferrer verlor. Nach mehreren Erstrundenniederlagen erreichte er bei den French Open Runde drei, wo er gegen Nicolás Almagro verlor. In Eastbourne erreichte er zum dritten Mal in Folge das Halbfinale, das er gegen Gilles Simon verlor; mit dem gewonnenen Preisgeld übersprang Seppi die Marke von 5 Mio. US-Dollar. In Wimbledon erreichte Seppi dann erstmals das Achtelfinale. Bei den German Tennis Championships in Hamburg scheiterte er nach einem Freilos bereits in Runde zwei. Da sein Landsmann Fognini das Turnier gewann, löste dieser Seppi als Nummer eins in Italien ab. Bei den Croatia Open in Umag scheiterte Seppi im Halbfinale am späteren Sieger Tommy Robredo. Beim Masters in Montreal konnte er erstmals ein Spiel gewinnen, scheiterte aber in der zweiten Runde an Kei Nishikori.
Bei den China Open unterlag er in der ersten Runde Stanislas Wawrinka, erreichte aber im Doppel mit Fognini das Finale. Beim Shanghai Rolex Masters erreichte er sowohl im Einzel als auch im Doppel mit Fognini die zweite Runde. Beim Kremlin Cup, wo er als Titelverteidiger antrat, schied er im Halbfinale aus. Ende des Jahres trat Seppi erneut beim Heimturnier in St. Ulrich in Gröden an, das er gewann. Sein Preisgeld überstieg 2013 mit 1.077.787 US-Dollar erstmals eine Million, außerdem erreichte er im Einzel (18) wie im Doppel (63) ein neues Topranking. Das Jahr schloss Seppi auf Position 25 im Einzel und Position 68 im Doppel ab. Am 8. Dezember gewann er zum dritten Mal die italienische Vereinsmeisterschaft, diesmal mit der ST Bassano. Seppi, der zum Halbfinale zur Mannschaft gestoßen war, steuerte drei Siege zum klaren Erfolg seiner Mannschaft bei (8:0 im Halbfinale mit Hin- und Rückrunde und 4:0 im Finale).

### 2014

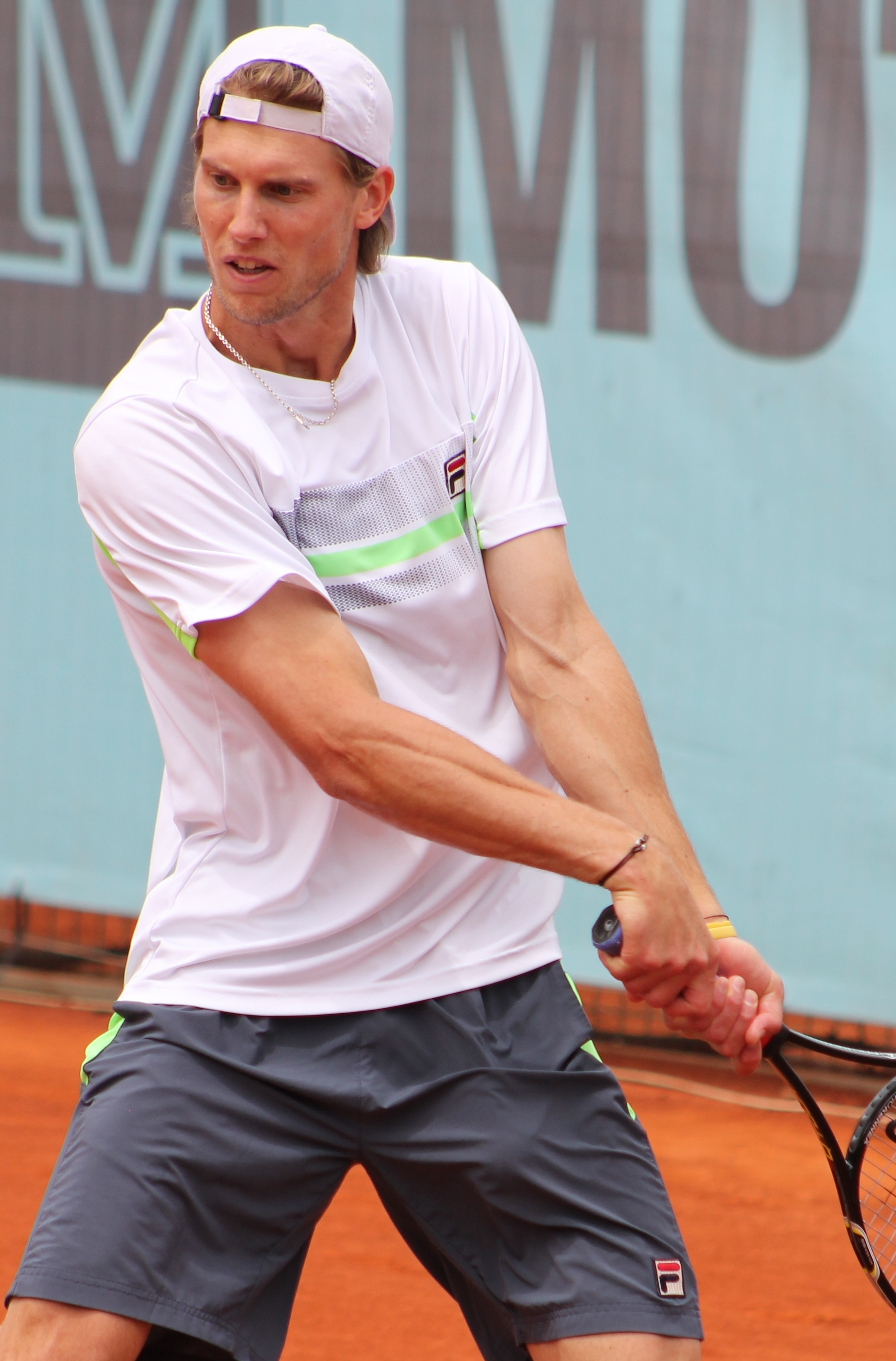
Seppi 2014 beim Masters in Madrid

Seppi begann die Saison 2014 mit Flavia Pennetta beim Hopman Cup, dabei musste er sein Einzel gegen Grzegorz Panfil wegen Übelkeit im zweiten Satz aufgeben. Er verlor auch das zweite Einzel gegen Bernard Tomic, gewann aber mit Pennetta die Doppelpartie gegen Tomic und Samantha Stosur.
Beim ersten Grand Slam des Jahres spielte er zweimal über die volle Distanz, verlor aber in der zweiten Runde. Danach verlor er seine Partie der Erstrundenbegegnung im Davis Cup gegen Argentinien, die Italien dennoch gewann. Erst Ende Februar feierte er bei den Dubai Duty Free Tennis Championships wieder einen Sieg. Bei den Masters in Miami und Indian Wells erreichte er jeweils die dritte Runde. Im Davis-Cup-Viertelfinale trug Seppi mit einem Sieg und einer Niederlage im Einzel bei einer Niederlage im Doppel zu Italiens Sieg über Großbritannien bei. Im Doppel markierte er im April mit Rang 50 ein neues bestes Ranking.
Bei den Masters-Turnieren auf Sand vor den French Open erreichte Seppi nur beim Monte-Carlo Rolex Masters das Achtelfinale, das er gegen Rafael Nadal verlor, die restlichen verlor er zum Auftakt. Das Jahr beendete Seppi ohne einen Halbfinaleinzug und ohne größere Erfolge bei den größeren Turnieren erneut mit dem Sieg beim Sparkassen ATP Challenger in St. Ulrich in Gröden. Der Sieg beim Heimturnier brachte Seppi Ende des Jahres Platz 45 im Einzel ein.

### 2015–2022
Das Jahr 2015 begann er mit dem Halbfinale in Doha, das er gegen Tomáš Berdych klar verlor. Danach verlor er in der ersten Runde des Turniers in Sydney. Bei den Australian Open, wo er erstmals in seiner Karriere Roger Federer besiegen konnte, zog er das vierte Mal ins Achtelfinale eines Grand-Slam-Turniers ein, das er gegen Nick Kyrgios in fünf Sätzen verlor. Bei den PBZ Zagreb Indoors erreichte Seppi zum siebten Mal in seiner Karriere das Endspiel eines ATP-Turniers, in dem er sich in zwei Sätzen Guillermo García López geschlagen geben musste. Auf Rasen in Halle konnte er sich zum ersten Mal für ein Finale eines ATP-500-Turnieres qualifizieren, doch verlor gegen Federer in zwei Sätzen. In Hamburg verlor er das Halbfinale gegen den späteren Turniersieger Rafael Nadal. Im Doppel erreichte er gemeinsam mit David Marrero das Halbfinale von Wien, wo sie gegen die Paarung Łukasz Kubot und Marcelo Melo verloren.
Im Jahr 2016 gelang es ihm zum ersten Mal im Doppel ein Turnier zu gewinnen. Mit Simone Bolelli gewann er das Turnier von Dubai in drei Sätzen gegen Feliciano López und Marc López mit 6:2, 3:6 und [14:12]. Im Einzel erreichte er lediglich in Nottingham das Halbfinale, in dem er sich Steve Johnson geschlagen geben musste. Ansonsten kam er in dieser Saison im Einzel selten über die zweite Runde eines Turniers hinaus.
Seppis größte Erfolge im Jahr 2017 waren das Erreichen des Achtelfinales der Australian Open, in dem er gegen Stan Wawrinka eine Niederlage erlitt, und das gegen Adrian Mannarino verlorene Halbfinale in Antalya.
Anfang 2018 konnte er das Challenger-Turnier in Canberra gegen Márton Fucsovics für sich entscheiden. Im nachfolgenden Turnier, den Australian Open, erreichte er wie im Vorjahr das Achtelfinale, in dem ihn Kyle Edmund besiegte. In Rotterdam unterlag er im Halbfinale Roger Federer, in Budapest im Halbfinale seinem Landsmann Marco Cecchinato und in Moskau im Halbfinale Adrian Mannarino.
Im Januar 2019 erreichte Seppi das erste Mal nach dreieinhalb Jahren ein Finale auf der ATP Tour beim Turnier in Sydney, das Alex de Minaur für sich entschied. In den nachfolgenden Monaten kam er über kein Viertelfinale eines Turniers hinaus, bis er im September den Challenger in Cary gegen Michael Mmoh gewann. In Moskau erreichte er sowohl im Einzel als auch im Doppel gemeinsam mit Thomas Fabbiano das Halbfinale. In Einzel verlor er wie im vorherigen Jahr gegen Adrian Mannarino, im Doppel gegen die späteren Turniersieger Marcelo Demoliner und Matwé Middelkoop.
Bei dem letzten Turnier, bevor die ATP World Tour aufgrund der COVID-19-Pandemie pausierte, konnte Andreas Seppi 2020 das Finale des Turniers in New York gegen Kyle Edmund erreichen, der ihn mit 5:7, 1:6 schlug. Nach der Pause überstand er kein Zweitrundenmatch.
2022 beendete er seine Karriere nach dem Challenger-Turnier in Gröden, wo er in der ersten Runde gegen Yannick Hanfmann verlor.

## Erfolge
| Legende (Anzahl der Siege)                           |
| Grand Slam                                           |
| ATP World Tour Finals                                |
| ATP Masters Series ATP World Tour Masters 1000       |
| ATP International Series Gold ATP World Tour 500 (1) |
| ATP International Series ATP World Tour 250 (3)      |
| ATP Challenger Tour (11)                             |

| ATP-Titel nach Belag |
| Hartplatz (2)        |
| Sand (1)             |
| Rasen (1)            |

### Einzel

#### Turniersiege

##### ATP World Tour
| Nr. | Datum            | Turnier    | Belag         | Finalgegner      | Ergebnis              |
| --- | ---------------- | ---------- | ------------- | ---------------- | --------------------- |
| 1.  | 18. Juni 2011    | Eastbourne | Rasen         | Janko Tipsarević | 7:65, 3:6, 5:3 aufgg. |
| 2.  | 6. Mai 2012      | Belgrad    | Sand          | Benoît Paire     | 6:2, 6:3              |
| 3.  | 21. Oktober 2012 | Moskau     | Hartplatz (i) | Thomaz Bellucci  | 3:6, 7:63, 6:3        |

##### ATP Challenger Tour
| Nr. | Datum              | Turnier                  | Belag         | Finalgegner        | Ergebnis       |
| --- | ------------------ | ------------------------ | ------------- | ------------------ | -------------- |
| 1.  | 10. Februar 2008   | Bergamo (1)              | Hartplatz (i) | Julien Benneteau   | 2:6, 6:2, 7:5  |
| 2.  | 9. August 2009     | San Marino               | Sand          | Potito Starace     | 7:64, 2:6, 6:4 |
| 3.  | 8. August 2010     | Kitzbühel                | Sand          | Victor Crivoi      | 6:2, 6:1       |
| 4.  | 13. Februar 2011   | Bergamo (2)              | Hartplatz (i) | Gilles Müller      | 3:6, 6:3, 6:4  |
| 5.  | 9. Oktober 2011    | Mons                     | Hartplatz (i) | Julien Benneteau   | 2:6, 6:3, 7:64 |
| 6.  | 10. November 2013  | St. Ulrich in Gröden (1) | Hartplatz (i) | Simon Greul        | 7:64, 6:2      |
| 7.  | 9. November 2014   | St. Ulrich in Gröden (2) | Hartplatz (i) | Matthias Bachinger | 6:4, 6:3       |
| 8.  | 13. Januar 2018    | Canberra                 | Hartplatz     | Márton Fucsovics   | 5:7, 6:4, 6:3  |
| 9.  | 15. September 2019 | Cary                     | Hartplatz     | Michael Mmoh       | 6:2, 6:74, 6:3 |
| 10. | 14. März 2021      | Biella                   | Hartplatz (i) | Liam Broady        | 6:2, 6:1       |

#### Finalteilnahmen
| Nr. | Datum              | Turnier       | Belag         | Finalgegner            | Ergebnis       |
| --- | ------------------ | ------------- | ------------- | ---------------------- | -------------- |
| 1.  | 7. Juli 2007       | Gstaad        | Sand          | Paul-Henri Mathieu     | 7:61, 4:6, 5:7 |
| 2.  | 23. Juni 2012      | Eastbourne    | Rasen         | Andy Roddick           | 3:6, 2:6       |
| 3.  | 23. September 2012 | Metz          | Hartplatz (i) | Jo-Wilfried Tsonga     | 1:6, 2:6       |
| 4.  | 8. Februar 2015    | Zagreb        | Hartplatz (i) | Guillermo García López | 6:74, 3:6      |
| 5.  | 21. Juni 2015      | Halle         | Rasen         | Roger Federer          | 6:71, 4:6      |
| 6.  | 12. Januar 2019    | Sydney        | Hartplatz     | Alex de Minaur         | 5:7, 6:75      |
| 7.  | 16. Februar 2020   | New York City | Hartplatz (i) | Kyle Edmund            | 5:7, 1:6       |

### Doppel

#### Turniersiege

##### ATP World Tour
| Nr. | Datum            | Turnier | Belag     | Partner        | Finalgegner                | Ergebnis          |
| --- | ---------------- | ------- | --------- | -------------- | -------------------------- | ----------------- |
| 1.  | 27. Februar 2016 | Dubai   | Hartplatz | Simone Bolelli | Feliciano López Marc López | 6:2, 3:6, [14:12] |

##### ATP Challenger Tour
| Nr. | Datum           | Turnier | Belag         | Partner        | Finalgegner                  | Ergebnis |
| --- | --------------- | ------- | ------------- | -------------- | ---------------------------- | -------- |
| 1.  | 9. Februar 2008 | Bergamo | Hartplatz (i) | Simone Bolelli | Jamie Cerretani Igor Zelenay | 6:3, 6:0 |

#### Finalteilnahmen
| Nr. | Datum           | Turnier    | Belag       | Partner            | Finalgegner                       | Ergebnis  |
| --- | --------------- | ---------- | ----------- | ------------------ | --------------------------------- | --------- |
| 1.  | 5. Februar 2006 | Zagreb     | Teppich (i) | Davide Sanguinetti | Jaroslav Levinský Michal Mertiňák | 6:77, 1:6 |
| 2.  | 18. Juli 2010   | Båstad     | Sand        | Simone Vagnozzi    | Robert Lindstedt Horia Tecău      | 4:6, 5:7  |
| 3.  | 4. Oktober 2010 | Tokio      | Hartplatz   | Dmitri Tursunow    | Eric Butorac Jean-Julien Rojer    | 3:6, 2:6  |
| 4.  | 8. Januar 2011  | Doha       | Hartplatz   | Daniele Bracciali  | Rafael Nadal Marc López           | 3:6, 6:74 |
| 5.  | 19. Juni 2011   | Eastbourne | Rasen       | Grigor Dimitrow    | Jonathan Erlich Andy Ram          | 3:6, 3:6  |
| 6.  | 6. Oktober 2013 | Peking     | Hartplatz   | Fabio Fognini      | Maks Mirny Horia Tecău            | 4:6, 2:6  |

## Statistik

### Einzel
| Turnier                      | 2022              | 2021              | 2020              | 2019              | 2018              | 2017              | 2016              | 2015              | 2014              | 2013              | 2012              | 2011              | 2010              | 2009              | 2008              | 2007              | 2006              | 2005              | 2004              | 2003              | 2002              | Gesamt  |
| ---------------------------- | ----------------- | ----------------- | ----------------- | ----------------- | ----------------- | ----------------- | ----------------- | ----------------- | ----------------- | ----------------- | ----------------- | ----------------- | ----------------- | ----------------- | ----------------- | ----------------- | ----------------- | ----------------- | ----------------- | ----------------- | ----------------- | ------- |
| Australian Open              | 1R                | 1R                | 2R                | 3R                | AF                | AF                | 3R                | AF                | 2R                | AF                | 1R                | 2R                | 1R                | 1R                | 1R                | 2R                | 1R                | –                 | –                 | –                 | –                 | AF      |
| French Open                  | –                 | 2R                | 1R                | 1R                | 1R                | 2R                | 1R                | 1R                | 3R                | 3R                | AF                | 2R                | 2R                | 2R                | 1R                | 1R                | 1R                | –                 | –                 | –                 | –                 | AF      |
| Wimbledon                    | –                 | 2R                | n. a.             | 2R                | 2R                | 2R                | 2R                | 3R                | 1R                | AF                | 1R                | 2R                | 2R                | 3R                | 1R                | 2R                | 2R                | 1R                | –                 | –                 | –                 | AF      |
| US Open                      | –                 | 3R                | 1R                | 1R                | 2R                | 1R                | 2R                | 3R                | 2R                | 3R                | 1R                | 1R                | 1R                | 1R                | 3R                | 1R                | 1R                | 1R                | 2R                | –                 | –                 | 3R      |
| ATP Finals                   | –                 | –                 | –                 | –                 | –                 | –                 | –                 | –                 | –                 | –                 | –                 | –                 | –                 | –                 | –                 | –                 | –                 | –                 | –                 | –                 | –                 | –       |
| Indian Wells Masters         | –                 | –                 | n. a.             | 1R                | –                 | –                 | 2R                | 3R                | 3R                | 3R                | 2R                | 1R                | 2R                | 2R                | 2R                | 2R                | 1R                | –                 | –                 | –                 | –                 | 3R      |
| Miami Masters                | –                 | –                 | n. a.             | –                 | –                 | 2R                | 2R                | –                 | 3R                | AF                | 1R                | 2R                | 1R                | 2R                | 2R                | 1R                | 1R                | 1R                | –                 | –                 | –                 | AF      |
| Monte Carlo Masters          | –                 | –                 | n. a.             | 1R                | AF                | 1R                | –                 | 1R                | AF                | 1R                | 2R                | –                 | 2R                | 2R                | 2R                | 2R                | 2R                | 2R                | –                 | –                 | –                 | AF      |
| Madrid Masters               | –                 | –                 | n. a.             | 1R                | –                 | Q2                | –                 | –                 | 1R                | 1R                | 2R                | –                 | 1R                | AF                | 1R                | –                 | –                 | –                 | –                 | –                 | –                 | AF      |
| Rom Masters                  | –                 | –                 | –                 | 1R                | 1R                | 1R                | 2R                | –                 | 1R                | 1R                | AF                | 1R                | 2R                | 2R                | 2R                | –                 | 1R                | 2R                | 1R                | –                 | –                 | AF      |
| Hamburg Masters1             | nicht ausgetragen | nicht ausgetragen | nicht ausgetragen | nicht ausgetragen | nicht ausgetragen | nicht ausgetragen | nicht ausgetragen | nicht ausgetragen | nicht ausgetragen | nicht ausgetragen | nicht ausgetragen | nicht ausgetragen | nicht ausgetragen | nicht ausgetragen | HF                | –                 | 2R                | VF                | 1R                | –                 | –                 | HF      |
| Kanada Masters               | –                 | –                 | n. a.             | –                 | –                 | –                 | –                 | 1R                | 2R                | 2R                | 1R                | 1R                | –                 | –                 | 1R                | –                 | –                 | –                 | –                 | –                 | –                 | 2R      |
| Cincinnati Masters           | –                 | –                 | –                 | –                 | –                 | –                 | –                 | 2R                | 2R                | 1R                | 2R                | 1R                | –                 | 2R                | AF                | –                 | 1R                | –                 | –                 | –                 | –                 | AF      |
| Shanghai Masters             | nicht ausgetragen | nicht ausgetragen | nicht ausgetragen | –                 | 2R                | –                 | Q1                | 1R                | –                 | 2R                | 2R                | –                 | AF                | –                 | nicht ausgetragen | nicht ausgetragen | nicht ausgetragen | nicht ausgetragen | nicht ausgetragen | nicht ausgetragen | nicht ausgetragen | AF      |
| Paris Masters                | –                 | –                 | –                 | 2R                | Q1                | Q1                | 1R                | 2R                | –                 | 1R                | 2R                | AF                | –                 | 2R                | 1R                | 2R                | 1R                | 1R                | –                 | –                 | –                 | AF      |
| Olympische Spiele            | n. a.             | –                 | nicht ausgetragen | nicht ausgetragen | nicht ausgetragen | nicht ausgetragen | 2R                | nicht ausgetragen | nicht ausgetragen | nicht ausgetragen | 2R                | nicht ausgetragen | nicht ausgetragen | nicht ausgetragen | 2R                | nicht ausgetragen | nicht ausgetragen | nicht ausgetragen | –                 | n. a.             | n. a.             | 2R      |
| Davis Cup                    | –                 | –                 | n. a.             | RR                | VF                | VF                | VF                | WG                | HF                | VF                | AF                | –                 | –                 | PO                | –                 | –                 | PO                | PO                | –                 | –                 | –                 | HF      |
| Turnierteilnahmen4           | 5                 | 13                | 7                 | 27                | 21                | 17                | 24                | 24                | 30                | 29                | 29                | 25                | 28                | 28                | 28                | 23                | 28                | 16                | 7                 | 4                 | 0                 | 404     |
| Erreichte Finals             | 0                 | 0                 | 1                 | 1                 | 0                 | 0                 | 0                 | 2                 | 0                 | 0                 | 4                 | 1                 | 0                 | 0                 | 0                 | 1                 | 0                 | 0                 | 0                 | 0                 | 0                 | 10      |
| Gewonnene Einzel-Titel       | 0                 | 0                 | 0                 | 0                 | 0                 | 0                 | 0                 | 0                 | 0                 | 0                 | 2                 | 1                 | 0                 | 0                 | 0                 | 0                 | 0                 | 0                 | 0                 | 0                 | 0                 | 3       |
| Hartplatz-Siege/-Niederlagen | 2:4               | 3:9               | 7:5               | 15:14             | 8:5               | 9:9               | 10:16             | 16:19             | 14:16             | 17:17             | 18:18             | 10:14             | 9:15              | 10:16             | 14:18             | 10:12             | 6:11              | 4:5               | 1:2               | 0:0               | 0:0               | 189:227 |
| Sand-Siege/-Niederlagen      | 0:0               | 1:2               | 0:2               | 0:7               | 7:8               | 4:6               | 4:5               | 3:4               | 10:12             | 7:10              | 16:5              | 8:8               | 14:10             | 11:12             | 10:8              | 10:7              | 7:13              | 14:8              | 3:4               | 0:4               | 0:0               | 130:136 |
| Rasen-Siege/-Niederlagen     | 0:1               | 3:2               | 0:0               | 4:3               | 3:4               | 5:3               | 6:4               | 7:2               | 0:2               | 6:2               | 4:4               | 7:2               | 1:3               | 3:3               | 5:3               | 2:3               | 5:3               | 0:1               | 1:1               | 0:0               | 0:0               | 63:49   |
| Teppich-Siege/-Niederlagen   | nicht genutzt     | nicht genutzt     | nicht genutzt     | nicht genutzt     | nicht genutzt     | nicht genutzt     | nicht genutzt     | nicht genutzt     | nicht genutzt     | nicht genutzt     | nicht genutzt     | nicht genutzt     | nicht genutzt     | nicht genutzt     | 1:1               | 0:2               | 2:3               | 1:3               | 0:0               | 0:1               | 0:0               | 4:10    |
| Gesamt-Siege/-Niederlagen4   | 2:5               | 7:13              | 7:7               | 19:24             | 18:17             | 18:18             | 20:25             | 26:25             | 24:30             | 30:29             | 38:27             | 25:24             | 24:28             | 24:31             | 30:30             | 22:24             | 20:30             | 19:17             | 5:7               | 0:5               | 0:0               | 386:422 |
| Jahresendposition            | 358               | 102               | 105               | 72                | 37                | 86                | 87                | 29                | 45                | 25                | 23                | 38                | 52                | 49                | 35                | 50                | 74                | 68                | 146               | 148               | 353               | N/A     |

Zeichenerklärung: S = Turniersieg; F, HF, VF, AF = Einzug ins Finale / Halbfinale / Viertelfinale / Achtelfinale; 1R, 2R, 3R = Ausscheiden in der 1. / 2. / 3. Hauptrunde; RR = Round Robin (Gruppenphase);
PO = Playoff (Auf- und Abstiegsrunde in der Davis-Cup-Weltgruppe); n. a. = Turnier wurde in dem Jahr nicht ausgetragen
1 Das Turnier von Hamburg ist seit 2009 nicht mehr Teil der Masters-Serie.

2 Das Turnier von Stockholm fand nur von 1990 bis 1995 als Masters-Turnier statt

3 Das Turnier von Stuttgart fand 1995 einmal in Essen statt und war davor nicht Teil der Masters-Serie

4 Hier gelten nur – wie auch bei bei Finalteilnahmen und gewonnenen Titeln – Turniere der ATP Tour sowie die vier Grand-Slam-Turniere und die ATP Finals; d. h. keine Challenger- und Future-Turniere oder Mannschaftswettbewerbe (Davis Cup oder World Team Cup).
4 Letztere zählen jedoch in den Sieg/Niederlagen-Statistiken rein. Kurzfristige Rücktritte vom Match zählen weder zu den Turnierteilnahmen (wenn in der ersten Runde) noch zur Siegesbilanz.

### Doppel
| Turnier1                   | 2022 | 2021 | 2020 | 2019 | 2018 | 2017 | 2016 | 2015 | 2014 | 2013  | 2012  | 2011  | 2010  | 2009  | 2008 | 2007 | 2006 | 2005 | 2004 | 2003 | 2002 | 2001 | 2000 | Gesamt  |
| -------------------------- | ---- | ---- | ---- | ---- | ---- | ---- | ---- | ---- | ---- | ----- | ----- | ----- | ----- | ----- | ---- | ---- | ---- | ---- | ---- | ---- | ---- | ---- | ---- | ------- |
| Australian Open            | –    | –    | 1R   | 1R   | –    | –    | AF   | 1R   | 2R   | 2R    | 1R    | 1R    | AF    | VF    | 1R   | –    | –    | –    | –    | –    | –    | –    | –    | VF      |
| French Open                | –    | –    | –    | 1R   | AF   | 2R   | 1R   | 1R   | 1R   | 2R    | 1R    | 1R    | 1R    | 2R    | 1R   | 1R   | 1R   | –    | –    | –    | –    | –    | –    | 2R      |
| Wimbledon                  | –    | –    |      | 1R   | 1R   | 2R   | 1R   | 1R   | 1R   | 2R    | AF    | 1R    | 2R    | 1R    | 1R   | –    | 1R   | –    | –    | –    | –    | –    | –    | AF      |
| US Open                    | –    | –    | –    | 2R   | –    | 2R   | 2R   | 2R   | 2R   | 1R    | 1R    | VF    | 1R    | AF    | 1R   | 1R   | 1R   | 1R   | –    | –    | –    | –    | –    | VF      |
| Gewonnene Doppel-Titel     | 0    | 0    | 0    | 0    | 0    | 0    | 1    | 0    | 0    | 0     | 0     | 0     | 0     | 0     | 0    | 0    | 0    | 0    | 0    | 0    | 0    | 0    | 0    | 1       |
| Gesamt-Siege/-Niederlagen2 | 0:2  | 0:3  | 0:3  | 5:15 | 3:12 | 5:9  | 8:11 | 3:17 | 8:19 | 14:25 | 12:22 | 11:15 | 12:18 | 10:18 | 8:18 | 2:7  | 5:13 | 3:6  | 3:2  | 0:1  | 0:1  | 0:0  | 0:0  | 110:220 |
| Jahresendposition          | –    | –    | 503  | 297  | 213  | 215  | 96   | 258  | 141  | 48    | 86    | 106   | 86    | 82    | 120  | 378  | 189  | 281  | 321  | 444  | 348  | 663  | 1474 | N/A     |

### Mixed
| Turnier1                   | 2018 | 2017 | 2016 | 2015 | 2014 | 2013 | 2012 | 2011 | Gesamt |
| -------------------------- | ---- | ---- | ---- | ---- | ---- | ---- | ---- | ---- | ------ |
| Australian Open            | –    | –    | –    | –    | –    | –    | –    | –    | –      |
| French Open                | –    | –    | –    | –    | –    | –    | –    | –    | –      |
| Wimbledon                  | –    | –    | –    | –    | –    | –    | –    | 2R   | 2R     |
| US Open                    | –    | –    | –    | –    | –    | –    | –    | –    | –      |
| Gewonnene Mixed-Titel      | 0    | 0    | 0    | 0    | 0    | 0    | 0    | 0    | 0      |
| Gesamt-Siege/-Niederlagen2 | 0:0  | 0:0  | 0:0  | 0:0  | 0:0  | 0:0  | 0:0  | 1:1  | 1:1    |